# Intensive og ekstensive egenskaber
Intensive og ekstensive egenskaber er inden for termodynamik fysiske størrelser, der er henholdsvis uafhængige og afhængige af systemets størrelse.
Et system kan fx have volumen {\displaystyle V}, indre energi {\displaystyle U}, tryk {\displaystyle p} og temperatur {\displaystyle T}. Systemet deles nu op i to lige stor dele, og den ene del måles. Delens volumen og indre energi er blevet halveret:
{\displaystyle {\begin{aligned}V^{*}&={\frac {V}{2}}\\U^{*}&={\frac {U}{2}}\end{aligned}}}
Volumen og indre energi er altså ekstensive variable. Derimod vil tryk og tempetur være det samme:
{\displaystyle {\begin{aligned}p^{*}&=p\\T^{*}&=T\end{aligned}}}
Tryk og temperatur er altså intensive variable.
Disse to kategorier er dog ikke dækkende for alle fysiske egenskaber. For eksempel er resistans kun additiv i er seriekredsløb, mens den falder i parallelkredsløb.
Begreberne blev oprindeligt introduceret af Richard C. Tolman i 1917.